# Kolonia karna (opera)
Kolonia karna – dramat muzyczny Joanny Bruzdowicz, skomponowany dla upamiętnienia zajść "Praskiej Wiosny" w roku 1968 (w Pradze), którego prapremiera (w języku francuskim) odbyła się w Teatrze Wielkim w Tours. Polska premiera odbyła się z powodów politycznych w Teatrze Wielkim – Operze Narodowej w Warszawie dopiero w roku 1995.
Osoby dramatu:
- Oficer
- Podróżny
- Skazaniec
- Żołnierz
- Żołnierze